# Океев, Толомуш Океевич
Толому́ш Оке́евич Оке́ев (кирг. Төлөмүш Океевич Океев; 11 сентября 1935 — 18 декабря 2001) — советский, киргизский кинорежиссёр, сценарист. Народный артист СССР (1985).

## Биография
Толомуш Океев родился 11 сентября 1935 в селе Кольцовка (Кунчыгыш) (ныне — Боконбаево Тонского района Иссык-Кульской области).
В 1958 году окончил отделение звукооператоров электротехнического факультета Ленинградского института киноинженеров (ЛИКИ) и работал звукооператором киностудии «Киргизфильм».
С 1965 года — режиссёр-постановщик игровых и неигровых фильмов на киностудии «Киргизфильм». Автор и соавтор сценариев.
В 1966 году окончил Высшие курсы сценаристов и режиссёров в Москве.
Создал первую частную киностудию в Кыргызстане «Келечек».
Автор книги «Крылатое искусство» (1985, «Кыргызстан»).
Член КПСС с 1975 года.
Умер 18 декабря 2001 года (по другим источникам — 19 декабря 2001 года) в Анкаре (Турция). Похоронен в Бишкеке на Ала-Арчинском кладбище.

### Общественно-политическая деятельность
- 1980—1988 — депутат Верховного Совета Киргизской ССР 9-10 созывов
- 1989—1991 — депутат Верховного Совета СССР от Союза кинематографистов СССР
- 1985—1989 — первый секретарь Союза кинематографистов Киргизской ССР
- 1985—1991 — секретарь Союза кинематографистов СССР
- 1993—1998 — первый Чрезвычайный и Полномочный посол Кыргызской Республики в Турции (по совместительству — посол в Израиле)
- 1998—2000 — полномочный представитель Кыргызской Республики в ТЮРКСОЙ в Турции
- 2001 — заместитель председателя Конфедерации союзов кинематографистов.

### Семья
- Жена — помощник режиссёра, его секретарь
- Дети — сын Искендер и две дочери, Азиза и Алима. Семь внучек[4].

## Награды и звания
- Народный артист Киргизской ССР (1975)
- Народный артист СССР (1985)
- Заслуженный деятель культуры Польши (1979)
- Заслуженный деятель Казахстана (1997)
- Государственная премия Киргизской ССР имени Токтогула Сатылганова (1972)
- Орден Трудового Красного Знамени
- Орден «Манас» III степени (1997)
- Медали
- Памятная золотая медаль «Манас-1000» (1995)[5]
- Премия Ленинского комсомола Киргизской ССР (1967)
- Почётная грамота Кыргызской Республики (1995)[6]
- Почётные грамоты Верховного Совета Кыргызской ССР
- Смотр-соревнования кинематографистов республик Средней Азии и Казахстана (Диплом, 1966, Ашхабад, фильм «Это лошади»)
- Смотр-соревновании молодых кинематографистов Средней Азии и Казахстана (Приз «Большой горный хрусталь» и диплом 1-й степени, 1967, Душанбе, фильм «Небо нашего детства»)
- Неделя азиатского фильма во Франкфурте-на-Майне (Специальный диплом жюри, 1967, фильм «Небо нашего детства»)
- Всесоюзный кинофестиваль (номинация «Специальный приз за дебют») (1968, Ленинград, Специальная премия жюри за лучший режиссёрский дебют и почётный диплом журнала «Искусство кино» за талантливый дебют, фильм «Небо нашего детства»)
- Международный кинофестиваль в Триесте (Приз «Золотая альпийская ветвь», 1969, фильм «Небо нашего детства»)
- Международный кинофестиваль горных, исследовательских и приключенческих фильмов «Citta di Trento» (Приз «Золотая альпийская роза», 1969, Тренто, фильм «Небо нашего детства»)
- Всесоюзный кинофестиваль (Вторая премия по разделу полнометражных документальных фильмов, 1970, Минск, фильм «Мурас»)
- Всесоюзный кинофестиваль (Почётный диплом журнала «Советский экран», 1972, Тбилиси, фильм «Небо нашего детства»)
- Всесоюзный кинофестиваль (номинация «Первые премии за художественные фильмы») (1974, Баку, Первый Приз, фильм «Лютый»)
- Кинофестиваль в Локарно (Почётный диплом, 1974, фильм «Лютый»)
- Международный кинофестиваль в Триесте (Приз «Золотая альпийская ветвь», 1974, фильм «Лютый»)
- Кинофестиваль в Локарно (Почётный диплом, 1975, фильм «Красное яблоко»)
- Всесоюзный кинофестиваль (номинация «Призы за режиссуру») (Приз за лучшую режиссуру, 1978, Ереван, фильм «Улан»)
- Всесоюзный кинофестиваль (номинация «Премии кинофестиваля») (Приз за последовательную разработку современной темы, 1981, Вильнюс, фильм «Золотая осень»)
- Всесоюзный кинофестиваль (номинация «Главные премии») (Главный приз и диплом, 1985, Минск, фильм «Потомок белого барса»)
- Берлинский кинофестиваль (номинация «Приз за художественный вклад») (Премия «Серебряный медведь» за выдающиеся достижения в области киноискусства, 1985, фильм «Потомок белого барса»)
- Международный кинофестиваль в Дамаске (Приз «Серебряный меч», 1985, фильм «Потомок белого барса»)
- Международный кинофестиваль в Дамаске (Поощрительный приз, 1987, фильм «Мираж любви»)
- Премия «За творческий вклад в искусство тюркского мира» работников искусства и литературы Турции (1997)
- Кинофестиваль трёх континентов (Приз «За вклад в мировое киноискусство», Нант, Франция, 2001)

## Фильмография
- 1962 — Зной (звукооператор)
- 1962 — Улица космонавтов (звукооператор)
- 1965 — Это лошади (документальный, короткометражный) (режиссёр)
- 1966 — Небо нашего детства (режиссёр, сценарист совм. с К. Омуркуловым)
- 1969 — Боом (документальный фильм) (режиссёр)
- 1970 — Мурас (Наследие) (документальный) (режиссёр)
- 1971 — Ловчие птицы (документальный) (режиссёр)
- 1971 — Поклонись огню (режиссёр, сценарист)
- 1973 — Лютый (режиссёр)
- 1975 — Красное яблоко (режиссёр, сценарист совм. с Ч. Айтматовым и Э. Лындиной)
- 1977 — Улан (режиссёр, сценарист совм. с Эдуардом Тропининым)
- 1980 — Золотая осень (режиссёр)
- 1980 — Деревенская мозаика (сценарист)
- 1982 — Скульптор Ольга Мануйлова (документальный) (режиссёр)
- 1984 — Потомок белого барса (режиссёр, сценарист совм. с М. Байджиевым)
- 1986 — Миражи любви (режиссёр, сценарист совм. с Т. Зульфикаровым)
- 1988 — Преследование (сценарист, совм. с Д. Садырбаевым)
- 1990 — Пегий пёс, бегущий краем моря (сценарист, совм. с К. Геворкяном)
- 1992 — Чингисхан (Кыргызстан — Италия) (сценарист, художественный консультант)
- 1995 — …И тогда я бросил клич: «Манас!, Манас!» (документальный фильм (Кыргызстан-Турция)) (соавтор сценария, художественный руководитель)